# Trini Trimpop
Klaus-Peter Trimpop (10 de junio de 1951 en Kierspe), conocido por su nombre artístico "Trini Trimpop" es un músico y cineasta alemán.

## Biografía
A finales de los años 70, tras estudiar Sociopedagogía, Trimpop desempeñó un papel activo en la emergente escena punk de Düsseldorf como miembro de la banda KFC. Durante esa época rueda su primera película en formato Súper 8 (Blitzkrieg Bop, cuyo título homenajea a la canción de Ramones). Junto al artista Jürgen "Muscha" Muschalek, fue nominado en 1980 al premio Max Ophüls por su película Humanes Töten. También escribió el guion y trabajó como productor en otra cinta de Muscha titulada Decoder (1984).
En 1981 fue miembro fundador y batería de Die Toten Hosen, después de haber filmado vídeos de actuaciones de ZK, banda precursora de esta. Tras su salida del conjunto en 1985, Trimpop fue mánager del mismo entre 1986 y 1992. Entre los años 1994 y 1998 presentó junto al periodista y músico Hilko Meyer el magacín televisivo musical Keynote. En 2006 salió a la luz Stereo Also Playable Mono el primer CD de su nuevo proyecto musical Makrosoft.
En 2007 recibió junto al resto de Die Toten Hosen el premio 1Live Krone en reconocimiento a la trayectoria del grupo.

## Filmografía
- Humanes Töten, 1980
- Decoder, 1984
- Die Toten Hosen: 3 Akkorde für ein Halleluja, 1989